# Sumba punctata
Sumba punctata är en insektsart som beskrevs av Boris Petrovich Uvarov 1953. Sumba punctata ingår i släktet Sumba och familjen gräshoppor. Inga underarter finns listade i Catalogue of Life.